# Saint-Sernin, Aude
Saint-Sernin är en kommun i departementet Aude i regionen Occitanien  i södra Frankrike. Kommunen ligger  i kantonen Belpech som ligger i arrondissementet Carcassonne. År 2022 hade Saint-Sernin 42 invånare.

## Befolkningsutveckling
Antalet invånare i kommunen Saint-Sernin
Referens: INSEE